# فيليبي ماسيدو
فيليبي ماسيدو (بالبرتغالية: Felipe Francisco Macedo) (27 مارس 1994 بساو ميغيل دو أراجوايا في البرازيل - ) هو لاعب كرة قدم برازيلي في مركز الدفاع. لعب مع نادي غوياس وAssociação Atlética Aparecidense ‏ ونادي بورتيمونينسي.

## روابط خارجية
- فيليبي ماسيدو على موقع قاعدة بيانات كرة القدم.إي يو (الإنجليزية)
- فيليبي ماسيدو على موقع Soccerway.com (الإنجليزية)